# Чучулигово (дем Сяр)
 Тази статия е за селото в Гърция.  За селото в България вижте Чучулигово.  
Чучулигово (на гръцки: Αναγέννηση, Анагениси, катаревуса: Αναγέννησις, Анагенисис, до 1928 Τσιουτσιλίκοβον, Цуциликовон) е село в Гърция, дем Сяр (Серес), област Централна Македония.

## География
Селото е разположено в центъра на Сярското поле на около 20 km западно от град Сяр (Серес) и северно от Еникьой (Проватас) на 22 метра надморска височина.

## История

### Етимология
Според Йордан Н. Иванов името е от чучулига, което е от чучул < качул < качулка с онебнено к.

### В Османската империя
През XIX век Чучулигово е село в Сярска каза на Серски санджак. В „Етнография на вилаетите Адрианопол, Монастир и Салоника“, издадена в Константинопол в 1878 година и отразяваща статистиката на населението от 1873 година Чучулигово (Tchoutchiligovo) е посочено като село със 72 домакинства с 230 жители българи и 12 мюсюлмани. В 1891 година е построена църквата „Свети Атанасий“.
В 1891 година Георги Стрезов определя селото като част от Овакол и пише:
| „ | Чучулигово, на ЮИ от Елшани нещо 3/4 часа път. В сред поле, както горнето село. Има част от нивята, чифлик Нашикбейов от Сяр. Църквата „Св. Атанас“ е гъркоманска. Къщи 50 български. | “ |

Според Васил Кънчов („Македония. Етнография и статистика“) към 1900 година в селото живеят 560 души българи християни.
След Илинденското въстание в 1904 година цялото село минава под върховенството на Българската екзархия. По данни на секретаря на екзархията Димитър Мишев („La Macédoine et sa Population Chrétienne“) в 1905 година в Чучулигово (Tchoutchouligovo) има 480 българи екзархисти и 120 патриаршисти гъркомани като в селото има основно българско училище. В 1910 година според училищния инспектор към Българската екзархия в Сяр Константин Георгиев Чучулигово е малко село със 70 български къщи, където учител е Б. Маргаритов, а учениците са 22 (20 момчета и 2 момичета).
Петър Ушев е роден в с. Чучулигово, Серско и той е бил най-заможния и влиятелен българин в селото. Подпомагал е с пари ВМОРО във водената тежка борба срещу поробителите. Също така е давал пари за градежа на български училища и църкви.
При избухването на Балканската война в 1912 година 4 души от Чучулигово са доброволци в Македоно-одринското опълчение.

### В Гърция
През Балканската война селото е освободено от българската армия, но след Междусъюзническата война от 1913 година Чучулигово попада в Гърция. Голяма част от населението на селото се изселва в България и основава днешното село Чучулигово, Петричко. В 1927 година селото е прекръстено на Анагенисис, в превод възраждане. Според преброяването от 1928 година Чучулигово е смесено бежанско село със 111 бежански семейства с 464 души.
След 9 септември 1944 година, когато българската армия се оттегля в старите предели на България, Чучулигово търпи нападения от разбойническите андартски чети на Андон Чауш. На 20 февруари 1945 година селото е нападнато и ограбено, 15 души са арестувани, а 33 изгонени в България.
В 1972 година е построена нова църква „Свети Атанасий“.
| Име        | Име        | Ново име | Ново име   | Описание                     |
| ---------- | ---------- | -------- | ---------- | ---------------------------- |
| Герени     | Γκερένια   | Агонон   | Άγονον     |                              |
| Поляни     | Μπολιάνες  | Херсон   | Χέρσον     | местност на ЮЗ от Чучулигово |
| Доганджика | Ντογατζίκα | Аплома   | Άπλωμα     |                              |
| Тригач     | Τρίγκατς   | Цуграна  | Τσουγκράνα | местност на СИ от Чучулигово |

## Личности
Родени в Чучулигово
- Атанас Димитров, македоно-одрински опълченец, 20-годишен, ученик, VI клас, 2 рота на 7 кумановска дружина[18]
- Димитър Гулев, македоно-одрински опълченец, 25-годишен, земеделец, неграмотен, четата на Крум Пчелински[19]
- Лазар Иванов, македоно-одрински опълченец, четата на Георги Занков[20]
- Никола Апостолов, македоно-одрински опълченец, 26-годишен, четата на Георги Занков, 1 рота на 11 сярска дружина[21]
- Стою Ангелов Кюсето, български революционер, деец на ВМОРО, умрял след 1918 г.[22]
- Хрисостом Анагностопулос (р. 1933), гръцки духовник
- Петър Ушев, помагач и ятак на ВМОРО[11]